# Zelené pleso
Zelené pleso (häufig auch Zelené pleso kežmarské; deutsch Grünsee, Grüner See oder Kesmarker Grüner See, ungarisch Zöld-tó oder Késmárki Zöld-tó, polnisch Zielony Staw Kieżmarski) ist ein Gebirgssee (genauer ein Karsee) auf der slowakischen Seite der Hohen Tatra.

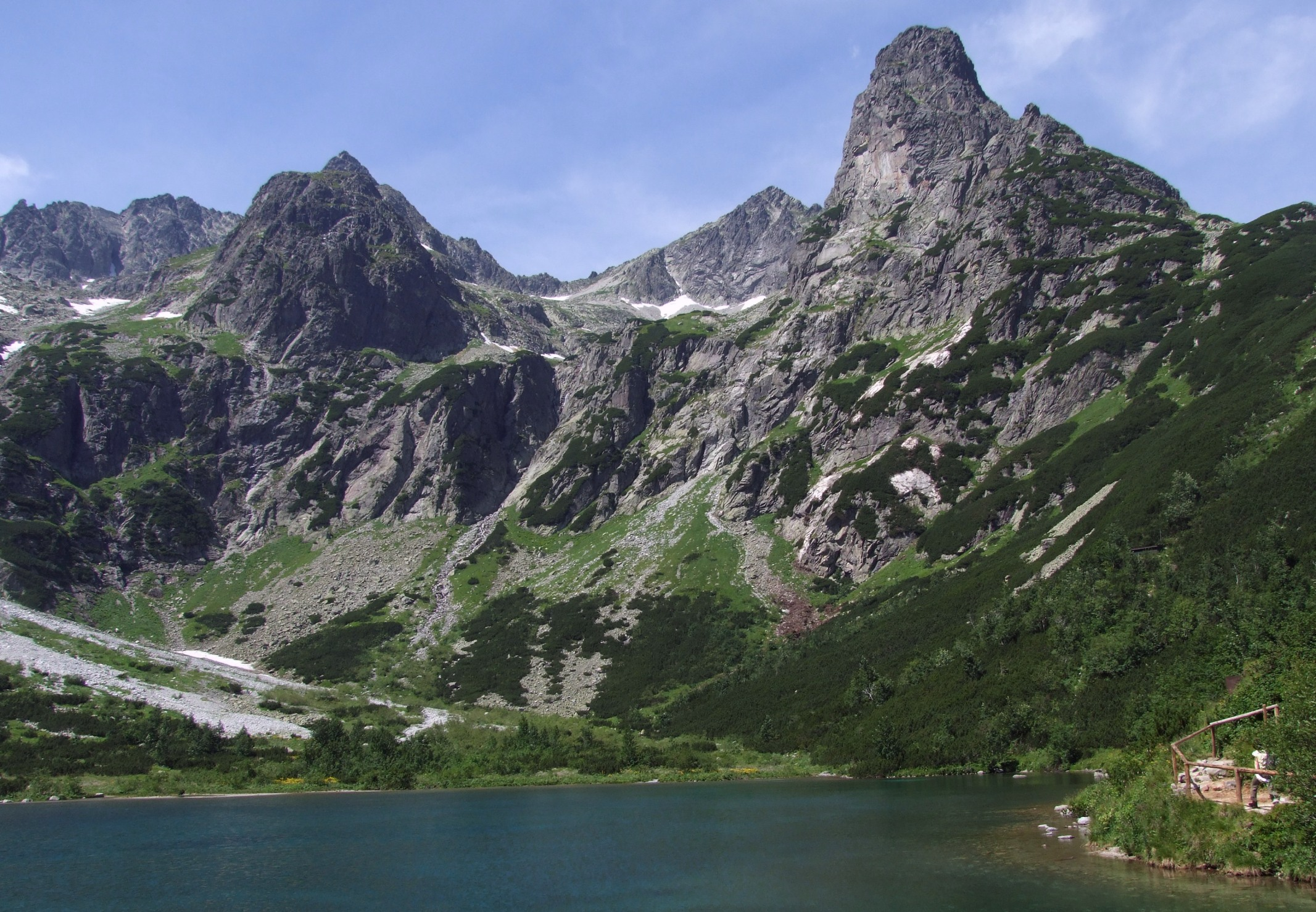
Der See mit der Jastrabia veža (deutsch Karfunkelturm)

Er befindet sich im Tal Dolina Zeleného plesa (deutsch Grünseetal) und seine Höhe beträgt 1545 m n.m. Seine Fläche liegt bei 17.855 m², er misst 188 × 136 m und ist bis zu 4,5 m tief. Der Zelený potok (deutsch Grünseebach) fließt durch den See. Am Nordufer steht die Berghütte Chata pri Zelenom plese (deutsch Grünseehütte).
Der See erhielt seinen Namen nach den grünen Flecken, die durch ausströmende Quellen am Seegrund verursacht werden. Bis 1947 lag er im Stadtgebiet von Kežmarok (deutsch Kesmark), daher wird oft das Adjektiv des Stadtnamens hinzugefügt, um diesen See von den anderen Tatraseen gleichen Namens deutlich zu unterscheiden. Der Name erscheint zum ersten Mal 1644 in einem Werk des Kesmarker Geographen David Fröhlich als Grünsee. Die erste Karte mit dem See ist ein Plan der Zips aus dem Jahr 1770 (als Grine S.), dort liegt er aber fälschlicherweise nördlich der Belaer Tatra.
Schon vor der touristischen Erkundung der Tatra, als den See Hirten, Schatzjäger und Wilderer besuchten, entstanden zahlreiche Sagen über die Herkunft der grünlichen Verfärbung. Eine der Legenden sagt, dass der grüne Flimmer durch einen Edelstein, der mit seinem Finder vom nahen Berg Jastrabia veža (deutsch Karfunkelturm) ins Wasser fiel, verursacht worden sei. In diesem Zusammenhang ist die im Werk Merkwürdigkeiten der kön. Freystadt Kesmark (1804) des Zipser Historikers Christian Genersich erwähnte Angabe anzuführen, dass der See ursprünglich größer gewesen sein sollte, der Graf Thököly ließ aber während der Suche nach der Leiche seines Sohns den natürlichen Damm abtragen, um den Wasserpegel sinken zu lassen. Diese Suche wird in manchen Arbeiten mit der Karfunkel-Sage am Karfunkelturm ausdrücklich verbunden. Der Ungarische Karpathenverein überlegte 1880, „die ursprüngliche Größe des Grünsees wiederherzustellen“, wegen Finanzmangel kam der Plan nicht zur Ausführung.
Zum See gibt es mehrere Wege: von Tatranská Lomnica heraus führt ein grün markierter Weg nach Skalnaté pleso (alternativ über die Kabinenbahn) und von dort nimmt man den rot markierten Wanderweg Tatranská magistrála am Berg Veľká Svišťovka vorbei. Von der Bushaltestelle Biela voda bei Kežmarské Žľaby führt ein gelb markierter Wanderweg, von Tatranská Kotlina ein blau, ab dem Abzweig Šumivý prameň ein grün markierter Weg nach Veľké Biele pleso (deutsch Großer Weißer See) und von dort über die Tatranská magistrála.